# Câmara dos Senhores Deputados da Nação Portugueza
A Câmara dos Senhores Deputados da Nação Portugueza era a câmara baixa das Cortes Portuguesas, eleita pelo povo e que reunia representantes de todas as regiões do país, durante a Monarquia Constitucional.
A Câmara dos Senhores Deputados da Nação Portuguesa reunia o conjunto de deputados de todos os Distritos do País, eleitos por círculos uninominais. Para se ser eleito deputado, era necessário poder-se sustentar através de uma renda proveniente de um emprego, de bens de raiz ou do comércio e indústria.
Com a aprovação da Constituição Portuguesa de 1822 e logo após o fecho das Cortes constituintes, a única Câmara em funcionamento era a Câmara dos Deputados que, de acordo com a Carta Constitucional Portuguesa era eleita por um período de dois anos, por sufrágio directo, secreto e sem carácter universal.
As durações das legislaturas variavam conforme a vigência de cada um dos textos constitucionais:
- 2 anos e cada uma das sessões legislativas a duração de 3 meses, prorrogáveis por apenas mais 1 mês, a pedido do Rei ou por deliberação de 2/3 dos deputados presentes; Constituição de 1822.
- 4 anos e cada uma das sessões legislativas a duração de 3 meses; Com a entrada em vigor da Nova Carta Constitucional que se manteria até 1910.

As sessões eram realizadas no Palácio das Cortes, eram públicas ou secretas, poderiam ter carácter ordinário ou extraordinário, diurnas ou nocturnas. Aos Senhores deputados cabia, entre outras competências, legislar através de Projectos-Lei. As propostas do Governo tinham a forma de propostas de Lei que, depois de examinadas por uma comissão das Cortes, poderiam ser convertidas em projectos de Lei.
As Sessões eram presididas pelo Presidente da Câmara dos deputados da Nação eleito pela Câmara de entre os deputados sendo que eram também eleitos Vice-presidentes que substituíam o Presidente, ocasionalmente ou interinamente.

## Ligações Externas
- Câmara dos Senhores Deputados da Nação Portugueza, no sitio "Debates Parlamentares".